# Казанский метрополитен
Каза́нский метрополите́н (тат. Казан метрополитены) — рельсовый внеуличный (преимущественно подземный) городской общественный транспорт на электрической тяге, расположенный в Казани, Республика Татарстан, Россия. Четвёртый в России после Московского, Петербургского и Самарского с допуском женщин к управлению подвижным составом.

## Описание
Стал первым (и на данный момент — единственным) метрополитеном в России, построенным после распада СССР, седьмым (и на данный момент — последним) по счёту в России после Московского, Петербургского, Нижегородского, Новосибирского, Самарского и Екатеринбургского и третьим в Приволжском федеральном округе после Нижегородского и Самарского и вторым построенным на постсоветском пространстве после Днепропетровского (позже — Днепровского). Является самым безопасным в России. До открытия в 2011 году метрополитена в Алма-Ате также являлся самым молодым на постсоветском пространстве.
По длине эксплуатируемых линий занимает 154-е место в мире, одиннадцатое — среди метрополитенов бывшего СССР (после Московского, Петербургского, Киевского, Ташкентского, Харьковского, Минского, Бакинского, Тбилисского и Нижегородского), четвёртое — в России. По числу станций Казанский метрополитен занимает 5-е место в России после метрополитенов Москвы, Санкт-Петербурга, Нижнего Новгорода и Новосибирска.
Открытие первого участка «Кремлёвская» — «Горки» состоялось 27 августа 2005 года, и оно было приурочено к празднованию 1000-летия Казани. Сегодня система состоит из единственной линии длиной 16,8 км с 11 станциями. Она проходит с севера через центр на юго-восток города. В августе 2018 года открыли станцию «Дубравная».

## История
Первые проекты наземного скоростного внеуличного рельсового транспорта (городского поезда) появились ещё в 1937 году. Однако их осуществлению помешала Великая Отечественная война. В 1943 году в Казань были эвакуированы основные министерства из Москвы. Порядка 25 тысяч жителей населения Казани в 1941-44 гг. ушли на фронт. Не вернулся домой каждый 5-й. Защитники Казани дрались в схватках за Форсирование Днепра (осень 1943 года), в Битве за Кавказ (июль 1942 — октябрь 1943 г.), во взятии Вены и Кёнигсберга (16.03 — 15.04.1945 и 6-9.04.1945)
О необходимости такого транспорта вновь вспомнили в 1960-е годы, когда началось строительство удалённых жилых кварталов и был составлен генплан 1969 года с предусмотренным метрополитеном. В конце октября 1979 года в Казани родился миллионный житель. Именно с этого года претензии тогдашней ТАССР к руководству страны по поводу метро стали более-менее обоснованными.
Однако реальная подготовка к строительству началась лишь в 1983 году. Маршрут первой линии остался практически неизменным с тех времён. Целью этого маршрута было соединить спальные районы Горок на юго-востоке с центром и северной промышленной зоной города, попутно захватив не менее населённые Московский и Авиастроительный районы. В 1988 году начались первые подготовительные работы по строительству. Однако ещё до распада СССР сооружение новых метрополитенов отменили ввиду кризиса экономики согласно закрытому постановлению Совета министров СССР от 21 июля 1989 года. В 1991 году Советский Союз распался, и экономические, а также политические потрясения, потрясшие Татарстан и Россию, привели к тому, что проект Казанского метрополитена был свёрнут.
В 1995 году Казань не рассматривалась Правительством России как город, в котором следует строить метро. В Правительстве России был создан список городов, где в скором времени планировалось начать или продолжить строительство метрополитена, Казани в этом списке не оказалось. Но правительство Татарстана и мэрия Казани стали добиваться в Москве, чтобы Казань тоже включили в число городов, в которых планируется строительство метро.

### Начало строительства
Решение о строительстве Казанского метрополитена было принято президентом России Борисом Ельциным в 1996 году, финансирование же этого строительства началось в 1997 году.
Строительство метро началось 27 августа 1997 года с закладки мемориальной ротонды, в которой находится капсула с посланием будущим пассажирам. Подземная проходка тоннелей началась с мая 2000 года с помощью тоннелепроходческих комплексов (ТПК) и щитов. На первом пусковом участке самые активные строительные работы производились в 2003—2005 годах с привлечением иногородних организаций с использованием восьми ТПК одновременно. Станции сооружались открытым способом. Собственным казанским строительным предприятием является муниципальное унитарное предприятие (МУП) «Казметрострой». Генеральный проектировщик — институт «Казгражданпроект», по субподряду привлекается институт «Ленметрогипротранс».

### Ввод в эксплуатацию
Казанский метрополитен был торжественно открыт 27 августа 2005 года — ровно 8 лет спустя после старта строительства. Состоял из пяти станций, длина пути — 7,1 км. Первыми его пассажирами стали президент России Владимир Путин, президент Казахстана Нурсултан Назарбаев и президент Татарстана Минтимер Шаймиев. Уже через два часа после прохода поезда с высокими гостями метрополитен был открыт для всеобщего пользования.
Предполагается довести долю метрополитена в общей массе пассажирских перевозок до 60 %.

## Система
Эксплуатационная длина первой линии составляет 16,765 км, на ней расположено 11 станций. В систему объектов метрополитена входят также электродепо и инженерный корпус.
Метрополитен работает с 6:00 до 0:00. Общее время движения по линии составляет около 23 минут, интервал поездов в часы пик — 6 минут.
В метро используются одномесячные смарт-жетоны, бесконтактные смарт-карты метро и транспортная карта на несколько поездок (в том числе как месячные проездные). С 01 января 2025 года стоимость одной поездки составляет 43 рубля наличными и по карте. Действуют единые социальные проездные.
В метрополитене все указатели написаны на трёх языках — татарском, русском и английском. Объявления в метро, как и во всем общественном транспорте, также дублируются на три языка. Эта практика была введена задолго до Универсиады 2013, ещё в 2010 году. Помимо информаторов, в вагонах установлены рекламно-информационные мониторы. Над входами в наземные павильоны и на столбах у спусков в подземные вестибюли установлены подсвечиваемые в тёмное время круглые символы-логотипы казанского метро с белым (светло-серым) фоном и зелёным логотипом предприятия «Метроэлектротранс».
Значительную роль в оснащении Казанского метрополитена играют системы интеллектуальной инженерии. Безопасность движения пассажиров организована при помощи средств видеонаблюдения, охранной системы сигнализации и контроля доступа, противопожарной системы, а также особого комплекса обнаружения взрывчатых и наркотических веществ.
Проектировщики Казанского метрополитена не только принимали во внимание безопасность пассажиров, но и впервые в СНГ комплексно предусмотрели сделать его наиболее комфортным и удобным для всех пассажиров, в том числе для инвалидов. Однако обеспечение лифтами, пандусами и подъёмными механизмами для инвалидов в полном объёме пока не реализовано. В настоящее время пандусы в спусках с улиц к вестибюлям есть на всех станциях. Но в спусках из вестибюлей на платформы открыт только лифт на станции «Проспект Победы» и «Дубравная», лифты на станциях «Площадь Тукая» и «Козья слобода» находятся в неоткрытых вестибюлях, а на остальных станциях — предусмотренные подъёмные механизмы. Казани станции метро оборудуют пандусами-рельсами для инвалидов.
На настоящий момент подъёмные механизмы имеются на станциях «Суконная Слобода», «Площадь Тукая», «Дубравная», «Проспект Победы», «Козья Слобода» и «Горки».
Эксплуатационным предприятием является МУП «Метроэлектротранс», включившее бывшие МУП «Казанский метрополитен» и трамвайно-троллейбусное МУП «Казгорэлектротранс».

### Статистика
- Самая глубокая станция — «Дубравная» (17,5 метров)
- Станция, расположенная ближе всех к поверхности земли — «Площадь Тукая»
- Самый длинный перегон — «„Кремлёвская“ — „Козья слобода“» ≈ 2,5 км
- Самый короткий перегон — «„Проспект Победы“ — „Дубравная“» ≈ 0,97 км
- Станция, дольше всех пребывавшая в качестве конечной — «Проспект Победы» (27.12.2008 — 30.08.2018)

## Первая линия
Единственная линия Казанского метрополитена открыта 27 августа 2005 года. На ней расположено 11 открытых станций. На схеме отрисована красным цветом.

### Станции
| Район            | Количество станций |
| ---------------- | ------------------ |
| Авиастроительный | 1                  |
| Вахитовский      | 3                  |
| Московский       | 3                  |
| Ново-Савиновский | 0                  |
| Приволжский      | 3                  |
| Кировский        | 0                  |
| Советский        | 3                  |

Метрополитен включает в себя 11 станций на единственной линии: «Дубравная» (тат. Имәнлек), «Проспект Победы» (тат. Җиңү проспекты), «Горки» (тат. Горки), «Аметьево» (тат. Әмәт), «Суконная слобода» (тат. Сукно бистәсе), «Площадь Тукая» (тат. Габдулла Тукай Мәйданы), «Кремлёвская» (тат. Кремль), «Козья слобода» (тат. Кәҗә бистәсе), Яшьлек (тат. Яшьлек), Северный вокзал (тат. Төньяк вокзалы) и Авиастроительная (тат. Авиатөзелеш).
Станция «Аметьево» — надземная, расположена на метромосту и имеет переход на одноимённую железнодорожную платформу для пригородных электропоездов. Остальные станции — подземные мелкого заложения.
По архитектуре станции «Дубравная», «Горки», «Кремлёвская», «Яшьлек», «Авиастроительная» — односводчатые, «Аметьево», «Суконная слобода», «Площадь Тукая», «Проспект Победы», «Козья слобода» и «Северный вокзал» — колонные. Из одиннадцати станций — 4 в стиле хай-тек. Все станции имеют островные платформы с боковыми путями. В отделке станций широко использованы мрамор, полированный гранит, металлокерамика, мозаика, декорированные светильники и другие оригинальные архитектурные элементы, стилизованные под классику и хай-тек.
Все станции имеют два построенных вестибюля, но не все из них открыты. Из вестибюлей на станциях «Дубравная», «Проспект Победы», «Суконная Слобода», «Козья слобода», «Яшьлек», «Северный вокзал» и «Авиастроительная» выходы устроены в крытых наземных павильонах, на станциях «Площадь Тукая» и «Кремлёвская» один из выходов встроен в здание, остальные выходы на станциях устроены в виде спуска в подземный переход. При всех станциях есть подземные торговые галереи.

### Эскалаторы
В казанском метрополитене имеется 16 эскалаторов: на станциях «Проспект Победы» и «Козья слобода» по 7 эскалаторов производства ThyssenKrupp и 2 эскалатора на станции «Кремлёвская» производства Otis Worldwide.

## Подвижной состав

### Пассажирский подвижной состав
Казанский метрополитен использует современный отечественный подвижной состав. Все вагоны в Казани оснащены асинхронным тяговым приводом.
В Казани впервые в истории российских метрополитенов и городов стран постсоветского пространства применяется автоматизированная система, позволяющая осуществлять движение поезда целиком без участия машиниста. За ним остаются функции контроля над работой автоматики.
Казанский метрополитен первый и единственный в России, где никогда не эксплуатировались вагоны 81-717/714 и их модификации.
На лобовой части головных вагонов (под «маской») всех типов нанесены хромированные буквы «Казань», а на вагонах 81-553.3/554.3/555.3 также вывигровано название завода-изготовителя — ЗАО «Вагонмаш».

#### Вагоны метро «Казань»
К пуску первой очереди Казанского метрополитена были закуплены вагоны серии 81-553.3/554.3/555.3 «Казань», изготовленные ЗАО «Вагонмаш» в Санкт-Петербурге в сотрудничестве с фирмой Škoda Dopravní technika (Чехия, город Пльзень), которая и предоставила асинхронный тяговый привод. В течение 2005 года поставлено пять составов из вагонов типа «Казань». Каждый состав состоит из четырёх вагонов: двух головных моторных, одного промежуточного моторного и одного промежуточного безмоторного, вместимость каждого из которых — 250 человек. Длина станций позволяет при необходимости увеличить число вагонов до пяти. На подвижном составе установлена модернизированная версия системы автоведения «Движение» петербургской разработки.
| Модель               | №                       | Статус                                                                       |
| -------------------- | ----------------------- | ---------------------------------------------------------------------------- |
| 81-553.3/554.3/555.3 | 10287—11513—11512—10288 | Эксплуатируется. На линии с 27 августа 2005 года.                            |
| 81-553.3/554.3/555.3 | 10289—11514—11515—10290 | Эксплуатируется. На линии с 27 августа 2005 года.                            |
| 81-553.3/554.3/555.3 | 10292—11516—11517—10291 | Не эксплуатируется. На линии с 27 августа 2005 года.                         |
| 81-553.3/554.3/555.3 | 10293—11518—11519—10294 | Эксплуатируется. На линии с 27 августа 2005 года.                            |
| 81-553.3/554.3/555.3 | 10295—11521—11520—10296 | Летом 2024 года отремонтирован, перекрашен. На линии с 27 августа 2005 года. |

#### Вагоны метро «Русич»
Производство вагонов типа 81-55x.3 на «Вагонмаше» было прекращено. Для обеспечения подвижным составом линии, увеличившейся за счёт пуска станции «Проспект Победы», к началу 2009 года планировалось приобрести другие вагоны — серии 81-740.1/741.1 «Русич» производства завода АО «Метровагонмаш» в городе Мытищи. В течение 2009 года планировалось поставить пять составов из вагонов типа «Русич». Но государственный контракт на поставку вагонов «Русич» заключён не был, вместо них планировалось приобрести вагоны 81-553.4/554.4/555.4 «Казань-2», мелкосерийное производство которых, однако, на «Вагонмаше» запущено не было.
В итоге в конце 2010 года было вновь решено приобрести составы «Русич», но самой последней модификации — 81-740.4/741.4, с увеличенным количеством дверей и кондиционированием пассажирского салона. На приобретение трёх составов было выделено 700 млн рублей, цена контракта составила 699 978 111 рублей. Первый состав прибыл в Казань 28 января 2011 года и с 16 февраля эксплуатируется на линии. Следующие два состава были отгружены 23 февраля 2011 года и прибыли в Казань 26 февраля. 9 апреля 2012 года поступили ещё три трёхвагонных состава типа 81-740.4К/81-741.4К «Русич». К пуску трёх станций в 2013 году приобретена партия из трёх трёхвагонных поездов. Поезда прибыли в депо в декабре 2012 года.
Каждый состав «Русич» состоит из трёх двухсекционных сочленённых моторных вагонов: двух головных и одного промежуточного, вместимость каждого из которых — около 350 человек.
| Модель           | №              | Статус                                            |
| ---------------- | -------------- | ------------------------------------------------- |
| 81-740.4/741.4   | 0240-0802-0241 | Эксплуатируется. На линии с 16 февраля 2011 года. |
| 81-740.4/741.4   | 0242-0803-0243 | Эксплуатируется. На линии с 14 марта 2011 года.   |
| 81-740.4/741.4   | 0244-0804-0245 | Эксплуатируется. На линии с 28 марта 2011 года.   |
| 81-740.4/741.4   | 0298-0891-0299 | Не эксплуатируется. На линии с мая 2012 года.     |
| 81-740.4/741.4   | 0300-0892-0301 | Эксплуатируется. На линии с мая 2012 года.        |
| 81-740.4/741.4   | 0302-0893-0303 | Эксплуатируется. На линии с 2012 года.            |
| 81-740.4К/741.4К | 0312-0906-0313 | Эксплуатируется. На линии с 18 февраля 2013 года. |
| 81-740.4К/741.4К | 0314-0907-0315 | Эксплуатируется. На линии с марта 2013 года.      |
| 81-740.4К/741.4К | 0316-0908-0317 | Эксплуатируется. На линии с марта 2013 года.      |

#### Вагоны метро «Москва-2019»
В сентябре 2019 года был объявлен тендер на поставку 4-вагонного поезда. Его выиграла компания «Трансмашхолдинг». 22 октября 2019 года был подписан договор на поставку поезда модели 81-765.4К/766.4К «Москва» («Москва-2019») производства ЗАО «Метровагонмаш» — первого в Казани со сквозным проходом. К апрелю 2020 года состав был выпущен и в мае был отправлен в Казань. Эксплуатируется с сентября 2020 года.
| Модель           | №                       | Статус                                          |
| ---------------- | ----------------------- | ----------------------------------------------- |
| 81-765.4К/766.4К | 65405-66782-66783-65406 | Эксплуатируется. На линии с сентября 2020 года. |

### Именные поезда
С 1 сентября 2022 начал курсировать «Поезд финансовой грамотности». Пассажиры вагона могут узнать, как защитить свои гаджеты от мошенников, отказаться от ненужной страховки, безопасно покупать товары в интернете и многое другое. Целью проекта служит повышение уровня финансовой грамотности жителей и гостей столицы РТ.
В 2019 году в честь Года театра в России был запущен «Театральный поезд». Поезд отличался яркой раскраской, имитирующей афиши театра Галиаскара Камала. Позже окрас был снят.
С 20 сентября 2021 года в метро Казани был запущен «Поезд родных языков». Состав из шести вагонов и снаружи, и внутри оформлен в национальной этнической символике. Во время проезда пассажиры могут выучить разговорные фразы и распространённые выражения на разных языках. Таким образом, доступны изречения на татарском, русском, марийском, чувашском, мордовском, удмуртском, грузинском, узбекском и азербайджанском языках. Два вагона поезда посвящены истории Казани и Татарстана, один — русскому языку, ещё один — татарскому, отдельный вагон — языкам народов РТ. В 2022 году брендирование состава было снято.

### Специальный подвижной состав
Для служебной работы (перегона вагонов, перевозки хозяйственных грузов, маневровых работ) в Казанском метрополитене применяются контактно-аккумуляторный электровоз 81-582 с асинхронным тяговым приводом и мотодрезина АГМУ-5583.
Контактно-аккумуляторный электровоз типа 81-582 был переоборудован из опытного электровагона 81-561 «Ритор» и поэтому внешним видом повторяет пассажирский вагон, но, в отличие от него, оснащён двумя кабинами, а в его салоне находится тяговая аккумуляторная батарея и прочее оборудование для работы, не зависящей от контактного рельса.
Первый аналогичный контактно-аккумуляторный электровоз типа 81-580 был сделан и введён в эксплуатацию в 2002 году в Петербургском метрополитене.

#### Беспилотное движение
13 октября 2020 года стало известно о планах перевода казанского метрополитена на полностью беспилотное движение к концу 2021 года. Если проект будет реализован, казанское метро станет первым беспилотным в России.

## Электродепо

### Действующие
Электродепо первой и единственной линии Казанского метрополитена расположено на Танкодроме напротив Казанской ярмарки. Оно занимает территорию в 15 гектаров.
Здание депо рассчитано на 82 вагона.
Съезды к депо отходят от правого и левого тоннелей у станции «Аметьево» — в окрестности улицы Даурская.
Гейт с железной дорогой к запуску первой очереди достроен не был, поэтому вагоны транспортировались в депо на волокуше со станции Вахитово.
Помимо разветвления путей и ангаров отстойно-ремонтного корпуса, в депо также имеются объединённые с цехом мастерские для электровозов, также есть отделение для покраски и камера мойки и обдувки, административно-бытовое здание с помещениями для управленческого и инженерного персонала, столовая, личные помещения, медицинский пункт и тому подобное. На территории депо имеются открытые и крытые спортивные площадки и прочее.
На строительство электродепо было затрачено 800 млн рублей по ценам 2004 года.
Работы по созданию архитектурного проекта депо вела группа архитекторов во главе с А. Ф. Хисамовым из института «Казгражданпроект». Первоначальный аванпроект 1998 года и технический рабочий проект 2003 года были созданы институтом «Минскметропроект».
Непосредственно строительство было начато компанией «Казтранстрой» в 1999 году и закончено в 2005.
Имеет юридическое название «Электродепо МУП „Метроэлектротранс“».

### Строящиеся и планируемые
В перспективе после завершения строительства Савиновской и Приволжской линий для Казанского метрополитена будут построены ещё два электродепо — в Азино (ТЧ-3 «Азино») и у завода «Казаньоргсинтез» (ТЧ-2 «Оргсинтез»).

## Инженерный корпус
Инженерный корпус Казанского метрополитена расположен рядом со станцией «Суконная слобода» по улице Нурсултана Назарбаева, дом 8. В здании находится управление метрополитена МУП «Метроэлектротранс» (в прошлом МУП «Казанский метрополитен»). Инженерный корпус перестроен из здания, где раньше располагался деловой центр. Первоначально планировалось строить новое здание силами компании «Казтрансстрой» по рабочему плану института «Казгражданпроект».

## Оплата проезда
В вестибюлях станций Казанского метро имеются кассы и установлены турникеты производства петербургской фирмы «Электронные системы» («ЭлСи») УТ-96М с неавтоматическими тройными металлическими заградительными брусьями, перемещаемыми пассажирами при проходе.
Оплатить проезд можно четырьмя способами:
- Смарт-жетон. После приобретения в кассе метрополитена его необходимо опустить в устройство наверху турникета. Пластиковый смарт-жетон почти чёрного цвета имеет самый большой среди метрополитенов СНГ размер и содержит внутри чип Mifare 1K. Жетон создан из ABS-пластика в гонконгском городе Коулун. На одной стороне смарт-жетона есть надпись «1000 лет Казани», на оборотной стороне — логотип предприятия «Метроэлектротранс». Срок действия смарт-жетонов — один месяц. В кассах метрополитена можно приобрести сувенирные разноцветные жетоны — по ним нельзя пройти в метро по причине неимения внутри чипа.
- Бесконтактная смарт-карта метрополитена. На пластиковой смарт-карте изображены виды современной и старой Казани. Данные смарт-карты пополняются в кассах метрополитена. Пассажирам, желающим приобрести смарт-карту, необходимо оплатить залоговую стоимость в размере 45 рублей + стоимость поездок, которые они хотят закодировать в карте. Срок действия — три месяца с момента приобретения. По окончании срока действия смарт-карты пассажир может продлить её, заплатив только за стоимость проезда. В случае отказа от смарт-карты пассажир может вернуть её обратно в кассу, получив при этом назад ранее внесённую залоговую сумму. Принимается БСК только в хорошем состоянии в течение трёх месяцев после окончания срока её действия.
- Транспортная карта. Проект казанского муниципалитета и банка «Ак Барс», действующий на всем пассажирском транспорте города Казани. Также является смарт-картой. Имеет льготную и обычную версию. В Казанском метрополитене действуют льготный тариф (без лимита поездок), тарифы «Единый» (50 поездок), «Метро-трамвай-троллейбус» (50 поездок), «Метро» (50 поездок) и «Электронный кошелёк». Баланс смарт-карты пополняется в терминалах «Элекснет», установленных в вестибюлях станций метрополитена и других местах города, в «Ак Барс» банке, «Сбербанке», «Банке Казани» и в почтовых отделениях. При пополнении на почте на сумму менее 500 рублей комиссия составляет 5 рублей, в остальных случаях комиссия не взимается.
- Бесконтактные карты Mastercard, Visa и МИР. Так же можно оплатить проезд в Казанском метро бесконтактными банковскими картами платёжных систем Masterсard, Visa и МИР. Для оплаты необходимо приложить банковскую карту или связанное с ней NFC-устройство к ридеру под экран валидатора. Нужно удерживать карту до сигнала и сообщения на экране. Зелёная стрелка — одобрено[34].
- Оплата с помощью биометрии (Face2). Система оплаты была запущена 30 августа 2024 года на всех станциях[35]. Перед тем, как оплатить проезд с помощью лица, необходимо зарегистрироваться в ЕБС, а затем привязать свой банковский счёт в приложении «СБПэй» (технически, оплата проходит через Систему быстрых платежей)[35]. После этого, можно пользоваться биометрией — для этого в вестибюле надо подойти к турникету с терминалом и камерой, и посмотреть в терминал[35]. На данный момент, оборудование для оплаты лицом установлено на 22 турникетах[36]. Технология разработана Ак Барс Банком[36].

Смарт-карты необходимо поднести к индикатору контроля турникета, на расстоянии до пяти сантиметров, данные обрабатываются за 5 секунд. Ресурс смарт-карты метрополитена можно проверить в валидаторах, установленных во всех вестибюлях станций, ресурс транспортной карты — в терминалах пополнения.
Стоимость проезда:
- С приобретением жетона метро — 42 рубля
- По бесконтактной карте Visa, Mastercard и МИР — 38 рублей
- По общегородскому электронному кошельку — 38 рублей

## Безопасность
Казанское метро является самым безопасным в России. На всех станциях есть полный комплекс, предназначенный для досмотра пассажиров и багажа, включая рентген-интроскопы наподобие устанавливаемых в аэропортах и абсолютную новинку казанских транспортников — сканер «Homo Scan», позволяющий за пять секунд провести полный досмотр пассажира. Вход на станцию контролируют не только несколько рамок металлоопределителей, но и также приборы по обнаружению взрывчатых и наркотических веществ.
Также в казанском метро существует единственный в России объединённый центр диспетчерского управления, который включает в себя поездного диспетчера, диспетчера электромеханических устройств и диспетчера электроснабжения. Планируется совместный с МЧС и МВД диспетчерский центр «ОКСИОН».
Заместитель руководителя Федерального агентства железнодорожного транспорта Леонид Бершанский называл казанский метрополитен уверенным лидером среди всех региональных метрополитенов России по части внедрения системы комплексной безопасности на транспорте.

## Организация движения поездов
В разное время года, в зависимости от степени пробок и других факторов, на первой линии Казанского метрополитена увеличивали или уменьшали интервалы движения поездов. Также на составление графика влияют политические мероприятия, в частности, — проведение саммита БРИКС.

## Перспективы
Ведётся строительство второй линии. Генпланом до 2040 года определены возможные коридоры и места расположения станций.
В перспективе планируется связать все линии метро и две радиальные линии городского поезда созданием 48-километровой Кольцевой линии городской электрички по так называемым южному и северному железнодорожным ходам.
В 2018 году планировалось сооружение наземной железнодорожной радиальной линии в Салават Купере городского поезда (Казанской электрички) длиной 10,6 км с 5 станциями, которая должна была от пересадки со станции «Северный вокзал» через городской посёлок Левченко и завод «Казаньоргсинтез» к новым микрорайонам Салават Купере и Радужный. Однако впоследствии от этих планов отказались в пользу строительства в эти микрорайоны линии трамвая.
В городе также действует наземная железнодорожная радиальная линия в аэропорт (бывший аэроэкспресс) городского поезда (Казанской электрички), которая не входит в систему метрополитена и будет иметь пересадку на Приволжскую линию метро в будущем.

### Первая линия
Первая линия в августе 2018 года продлена на юго-восток до станции «Дубравная», которая находится менее, чем в километре от станции «Проспект Победы», но необходима для пересадки на вторую линию, идущую в Азино.
В перспективе планируется продлить линию в новый жилой район Новые Горки (Медянский) и на севере в микрорайон Жилплощадка и в новый жилой район Бобыльский. Всего первая линия будет состоять из 18 станций.

### Вторая линия
Предполагалось соорудить первый участок второй линии к футбольному Чемпионату мира 2018 года в «спальный» район Новое Савиново от пересадки с первой линии на станции «Яшьлек». Затем этот участок предполагалось продлить до завода Казанькомпрессормаш и до Горьковского шоссе. Также должен был быть сооружён отдельный южный участок линии до «спального» района Азино от станции Дубравная Первой линии. В марте 2014 года был представлен предварительный проект строительства второй линии метро. Согласно ему, линию хотели строить под улицей Чуйкова (а не Ямашева, как предполагалось ранее), и к 2018 году должны были быть построены станции ЗАГС, Горбольница и Стадион, однако позднее данные планы были отменены из-за отсутствия средств для строительства. Новый план предусматривает сооружение второй линии от станции Дубравная. В начале 2016 года был объявлен тендер на проектирование первого участка из 4 станций от Дубравной до микрорайона Азино. Изначально строительство линии планировалось начать до конца 2017 года. В январе 2018 года было анонсировано, что тоннелепроходческие работы начнутся до конца весны, сроки ввода в строй первых станций неизвестны. К середине августа 2018 года были начаты работы по выносу коммуникаций на станции «Сахарова».
В середине февраля 2020 года планировался старт проходки тоннелей 2 линии метро от станции Академика Сахарова. Проходка тоннелей начата только 23 апреля.
29 октября 2020 года президент РТ Минниханов посетил станцию Сахарова и запустил второй проходческий щит, первый уже прошёл 1,1 км с 23 апреля
26 апреля 2024 года тоннелепроходческий комплекс «Айсылу» вышел на станцию «10-й микрорайон». В тот же день был дан старт работе комплекса по левому перегонному тоннелю «10-й микрорайон» — «Улица Юлиуса Фучика». Таким образом, на второй линии казанского метро осталось построить лишь два тоннеля.

### Приволжская линия
Приволжская линия пройдёт от также создаваемой станции «Вахитово» на действующей линии городской электрички в аэропорт (бывший аэроэкспресс) через микрорайон Суконная слобода в центре города (с пересадкой на одноимённую станции первой линии), парк Горького и реку Казанку в «спальный» район Новое Савиново.

### Заноксинская линия
Заноксинская линия пройдёт от парка Горького (в перспективе — от Кремля) в центре города через «спальный» район Азино с пересадкой на станции Тулпар в перспективный жилой район Заноксинский.

## Интернет и мобильная связь
В Казанском метрополитене на станциях первого пускового участка (Кремлёвская, Пл. Тукая, Суконная Слобода, Аметьево, Горки) работает сотовая связь ведущих операторов России (МТС, Мегафон, Билайн, Tele2 Россия).
Первый оператор — компания «Билайн» предоставила свою связь на центральных станциях уже спустя три месяца после открытия метро, а через 1,5 года были полностью подключены все станции первого пускового участка. К лету 2006 года на всех открытых тогда станциях заработала связь «Мегафона», а с лета 2007 года — «МТС». На центральных станциях есть пункты продаж этих операторов.
В 2012 году завершилась модернизация сети «Билайн». Именно эта сеть покрыла все существующие станции сетью третьего поколения.
В августе 2013 года все станции казанского метро были оборудованы точками бесплатного доступа в интернет по технологии Wi-Fi. Проект был реализован телекоммуникационной компанией «Банкорп».
По состоянию на 22 марта 2014 года:
- оператор «Мегафон» работает бесперебойно на станциях и перегонах от станции «Горки» до станции «Кремлёвская», а также на станции «Северный вокзал».
- оператор «Билайн» работает во всём метро от станции «Проспект Победы» до станции «Авиастроительная», однако связь пропадает на длинных перегонах на различное время — самое длительное на перегоне «Кремлёвская» — «Козья слобода» связь пропадает на 80 сек, на остальных перегонах — в среднем на 10—20 сек.
- оператор «МТС» работает на всех станциях, кроме «Проспект Победы», «Козья слобода», «Яшьлек», «Авиастроительная».
- оператор «Ростелеком» работает только на станциях «Аметьево» и «Северный вокзал».

## Информатор
Первые автоинформаторы были записаны мужским голосом и только на русском языке. Интересен тот факт, что первые объявления были записаны в Санкт-Петербурге и пришли в Казань вместе с вагонами, которые были также изготовлены в Северной столице. Данные объявления просуществовали до 30 октября 2005 года, после чего были заменены на двуязычные записанные казанскими дикторами. Сначала шло объявление на русском мужским голосом, потом на татарском женским голосом. После открытия станции «Проспект Победы» объявления перезаписали другими голосами. В 2013 году, после открытия трёх новых станций, объявления снова переписали. Схема осталась прежней, однако теперь при следовании с севера на юг вся информация на трёх языках оглашается женским голосом, а с юга на север — мужским. Также были исправлены некоторые грамматические несуразицы в английском варианте.

## Казанский метрополитен в культуре

### Видеоигры
В 2011 году была создана модификация «Казанский метрополитен» для компьютерной игры Trainz. Всего на карте расположено 7 станций от «Проспекта Победы» до «Козьей Слободы».

## Галерея
- Станция «Авиастроительная»
- Станция «Северный вокзал»
- Станция «Яшьлек»
- Станция «Козья слобода»
- Станция «Кремлёвская»
- Станция «Площадь Тукая»
- Станция «Суконная слобода»
- Метромост со станцией «Аметьево»
- Станция «Аметьево»
- Станция «Горки»
- Станция «Проспект Победы»
- Станция «Дубравная»